# Pastel QAnon

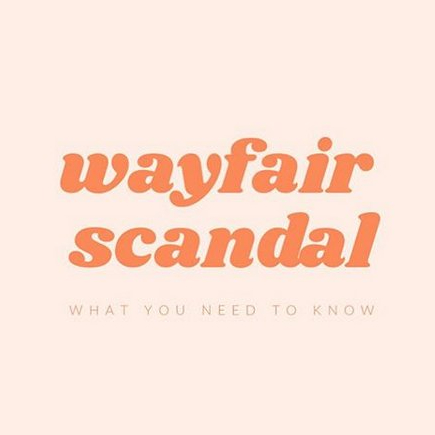
Image de style Pastel QAnon.

Pour un article plus général, voir QAnon.
Pastel QAnon est le terme employé pour désigner le courant de QAnon basé sur une esthétique féminine (notamment des couleurs pastel), souvent sur Instagram et sur des arguments de protection des enfants faisant appel à l'amour maternel supposé des femmes blanches et conservatrices d'Amérique du Nord.

## Contexte
QAnon est une mouvance conspirationniste d'extrême droite venue des États-Unis, regroupant les promoteurs de théories du complot selon lesquelles une guerre secrète a lieu entre Donald Trump et des élites implantées dans le gouvernement (l'État profond ou Deep State), les milieux financiers et les médias, qui commettraient des crimes pédophiles, cannibales et sataniques,,,,. La mouvance se concentre autour des messages publiés sous le pseudonyme Q à partir d'octobre 2017 sur le forum anonyme 4chan puis sur le forum anonyme 8kun. QAnon est communément considéré comme étant une secte dont les fondements sont fictifs.
Si le mouvement QAnon est majoritairement masculin, les femmes en représentent une partie importante. Des mouvements d'extrême-droite usant de la protection des enfants comme argument, comme QAnon, parlent spécifiquement aux femmes et notamment aux mères de famille, déjà ciblées par d'autres mouvements comme les mama grizzly de Sarah Palin.

## Cibles
Des influenceur lifestyle partagent des messages de type pastel QAnon dès avril 2020, généralement en rapport avec la pandémie de Covid-19. Le mouvement cible de nombreuses communautés féminines, souvent blanches et conservatrices et surtout de la catégorie soccer mom,. Elles sont parfois associées à des réseaux de vente multiniveau, à la communauté du bien-être et aux influenceuses web en général.
La communauté bien-être new age est un terreau fertile, critiquant de longue date les autorités scientifiques et pharmaceutiques ainsi que les gouvernements. Les femmes sont particulièrement touchées en raison des contradictions scientifiques sur l'allaitement et l'éducation des enfants, de la crise des opioïdes qui les touche énormément, et du sexisme médical (en) qui les pousse à se méfier de la médecine classique en faveur de théories du complot, notamment anti-vaccination,,.
Les réseaux sociaux, notamment quand ils sont devenus le moyen principal d'interagir pendant les confinements successifs de la pandémie de covid-19, sont utilisés pour propager ces messages,,.

## Caractéristiques

### Messages complotistes
Le QAnon pastel utilise des discours existants sur la protection des enfants, le trafic des enfants, et la santé pour encourager la radicalisation à droite (en) avec des tournures de phrases familières et positives, par exemple par le partage de fausses anecdotes,,. Les messages ne sont pas forcément associés ouvertement à QAnon et sont adaptés à leur cible féminine, par exemple avec la campagne #SaveTheChildren sur les réseaux sociaux qui parle, en théorie, de protection de l'enfance mais y mélange des thèmes complotistes de QAnon.

### Esthétique
Le mouvement utilise une esthétique féminine : des polices rondes et mignonnes ou ressemblant à une écriture à la main, une palette de couleurs pastel, des phrases reprenant des concepts de marketing genré,.